# Villa La Nuova en La Bella
Villa La Nuova en La Bella is een dubbele, gekoppelde villa in Duinbergen, een deelgemeente van Knokke-Heist. De dubbelwoning werd gebouwd in 1914 naar een ontwerp van Paul Cauchie en Edouard Frankinet. Ze bevat veel sgraffiti in art nouveau van Paul Cauchie.

## Achtergrond
De villa is gelegen aan de Duinbergenlaan 72-74 te Duinbergen, een badplaats aan de Belgische kust. Deze plaats ontwikkelde zich vanaf het begin van de 20e eeuw onder impuls van de Société Anonyme de Duinbergen, die in 1901 werd opgericht door de familie Van Caillie. Het grote ontwerp voor de badplaats werd getekend door Hermann-Josef Stübben, een Duits architect en stedenbouwkundige. De Duinbergenlaan heette oorspronkelijk Avenue du Roi en werd voorbehouden voor alleenstaande villa's. Bij de bouw moest rekening gehouden worden met de natuur, de duinen en de Vlaamse cottagestijl.
Paul Cauchie, vooral bekend voor zijn sgraffiti, ontwierp in heel zijn carrière slechts vier woningen. Deze dubbelwoning is de enige villa die hij ontwierp. Het ontwerp werd ingediend op 18 oktober 1913. Als architecten stonden Paul Cauchie en Eduoard Frankinet vermeld. Cauchie was de eigenaar en zou de villa gebruiken als vakantiewoning. Frankinet was net als Cauchie een Franstalige Belg. Als architect was Frankinet vooral actief in Wallonië (meer bepaald Dinant) en in het Brusselse, vaak in art nouveau. Frankinet was een goede vriend van Cauchie. Cauchie maakte sgraffiti in meerdere huizen die door Frankinet werden ontworpen.
De villa werd begin 1914 gebouwd. Bij het uitbreken van de Eerste Wereldoorlog vluchtte Cauchie met zijn vrouw en dochter in oktober 1914 naar Engeland. Wat er toen met de villa gebeurde, is niet duidelijk. In een sgraffito op het terras werd zeker een kruis gekrast en het jaartal 1915. Pas in 1919 werd de villa ingeschreven in het kadaster. De plannen van de villa worden bewaard in het archief van Knokke, de ontwerptekeningen voor de sgraffiti zijn bewaard in de Archives d'Architecture Moderne te Brussel.
Cauchie blijkt zelf nr. 72 gebruikt te hebben als vakantiewoning. Nr. 74 werd reeds vroeg - zeker in 1921 - uitgebaat als pension en was dus een opbrengsteigendom voor Cauchie.
In 1933 werd een deel van de grond rond de villa verkocht, evenals woning nr. 74. Tijdens de Tweede Wereldoorlog werd nr. 72 zwaar beschadigd en ook verkocht. In 1968 werd nog een deel van de grond als bouwperceel verkocht. Tijdens de jaren 1960-1970 werd nr. 74 een tijdlang uitgebaat als pension-restaurant Les Pingouins. Oorspronkelijk was de omliggende tuin dus veel groter dan het huidige perceel.

## Namen
De namen van beide delen wijzigden in de loop der tijd. De namen Nuova en Bella worden vermeld op de oudste prentbriefkaarten. In een portfolio van circa 1948 noemt Cauchie de delen respectievelijk Le Nord-Ouest en Le Sud-Est op zijn ontwerptekeningen. De geveltekeningen geven dan weer als naam Rosa Mystica. In de jaren 1960 wordt nr. 74 Les Pingouins genoemd en nr. 72 Elsje. In de 21e eeuw bevat nr. 72 aan de buitenzijde een sgraffito met de naam La Nuova. Daarbovenop is echter de naam Maple leaf geplaatst in rode metalen letters, samen met een esdoornblad.

## Beschrijving

### Buitenzijde
De twee delen van de villa werden gebouwd in spiegelbeeldschema, met kenmerken van Duitse art nouveau en vroege art deco. Ze hebben halfverzonken kelders met garage. De bel-etages hebben vooraan een terras met witte zuiltjes. De hoofdingang bevond zich aan de zijkant, maar werd in de jaren 1960 dichtgemetseld bij nr. 74. De hoogste dakvensters zijn driehoekig, maar de halfronde dakvensters springen het meest in het oog. Geometrische vormen, typisch voor de art deco, zijn aanwezig: ruiten, bollen, ovalen, driehoeken, rechthoeken. Heet grootste deel van de gevels werd witgeschilderd vanaf de jaren 1960. In nr. 74 is nog een deel van het oorspronkelijk schrijnwerk en glas bewaard; bij nr. 72 niet.

### Interieur
Cauchie ontwierp waarschijnlijk het volledige interieur, tot en met het verdwenen meubilair en de trapleuning met klosvormige zuiltjes en panelen met bovenaan ruitvormen. Oorspronkelijk had het interieur een houtkleur, maar ook dit werd later wit geschilderd.

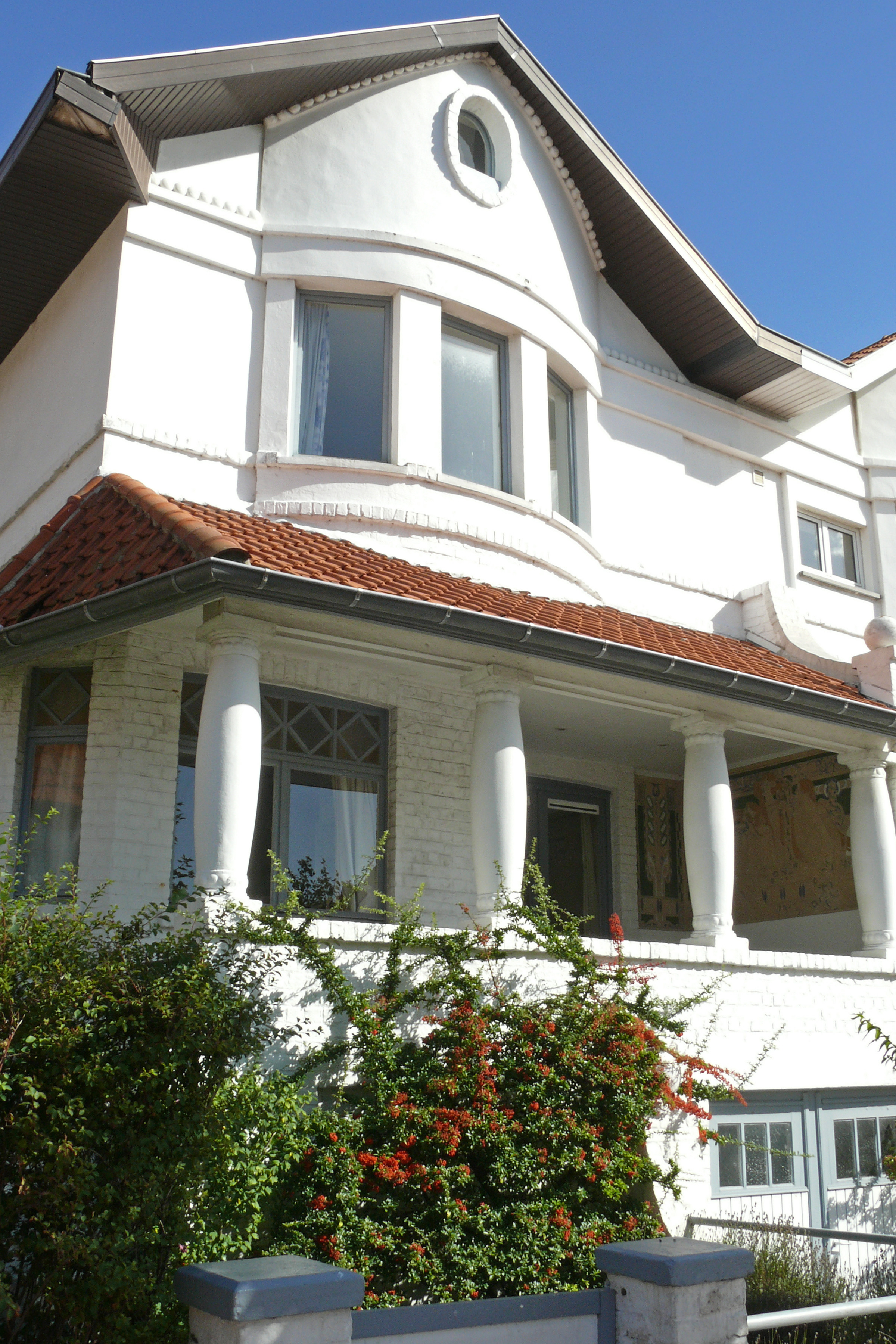
Villa nr. 72 (La Bella) met sgraffiti op het terras.

### Sgraffiti
Zowel aan de buitenzijde als binnenin waren sgraffiti aangebracht. Vele daarvan werden overschilderd, sommige zelfs meermaals. De voorzijden bevatten meerdere sgraffiti: naampanelen, panelen aan de onderbouw met als opschrift "Paul Cauchie/ art-peint & archte /1914 / Bruxelles-Duinbergen", panelen op de overdekte terrassen en panelen tussen de twee villa's in (nu een lange, witte rechthoek beneden en een wit vierkant boven). Ze beeldden bomen af en vrouwenfiguren. Ook de zijgevels hadden sgraffiti met fruitkorven en boomvormen. De terraspanelen van La Bella werden bewaard en gerestaureerd. De sgraffiti zijn grotendeels in paars- en groentinten.
Ook binnenin waren veel sgraffiti aangebracht. Sommige dateren van na de Eerste Wereldoorlog. Een aantal sgraffiti werd terug blootgelegd en gerestaureerd.

## Bescherming
Op 27 juni 2003 werd de gekoppelde villa beschermd als monument. Als reden voor bescherming werden drie elementen aangehaald. Eerst en vooral is er de artistieke waarde van de sgraffiti. Ten tweede is er de historische waarde van de typische cottagestijl van het eerste kwart van de 20e eeuw en van de enige villa die door Paul Cauchie werd ontworpen. En tot slot wordt de socio-culturele waarde vermeld, die "de sfeer en wooncultuur van de zomerse vakantieganger weerspiegelt uit de toeristische periode in het eerste kwart van de 20ste eeuw aan de Oostkust".